# Fight or Flight (Heroes)
"Fight or flight" es el quinto episodio de la serie de televisión estadounidense de Drama y Ciencia ficción, Héroes.

## Argumento
Peter Petrelli disfruta de su nueva vida con Caitlin, mientras en los muelles una joven mujer llamada Elle pronto revela que posee la habilidad de inducir electricidad de sus manos, iniciando la búsqueda por Peter ya que de alguna manera está relacionada con él. Entonces Ricky llega con Peter y le advierte de que lo están buscando, ofreciéndole que se refugie con Caitlin, mientras él se encarga de la "rubia".
Más tarde en el apartamento de Caitlin peter decide abrir la caja para poder ver su antigua vida, cuando lo hace sólo encuentra cosas no muy útiles, una fotografía de él con Nathan Petrelli y un boleto para ir a Montreal, entonces Peter comienza a contemplar una pintura en su cabeza y usas su habilidad de pintar el futuro, pintando una pintura de él y Caitlin en Montreal, mientras tanto en el bar, Ricky confronta a Elle negándose a admitir que conoce a Peter lo que provoca que ella se enfurezca y salga del bar no sin antes mandarle una descarga eléctrica.
En el apartamento de Caitlin, Caitlin recibe una llamada que hace que ella salga corriendo al bar con Peter sólo para encontrar el cuerpo de Ricky cremado, mientras Peter intenta consolarla y dice: "ya no me puedo esconder más".
Monica Dawson está siendo interrogada por un policía después de sus "actos heroicos", pero ella al no querer meterse en problemas por delatar a un delincuente, se marcha a su hogar donde manifiesta su poder una vez más, cuando Micah se entera de su habilidad sin embargo le asegura que la comprende, hasta incluso le incita a "probar" sus poderes. Más tarde ya en su hogar, más tranquila, es reclutada por Mohinder Suresh.
Matt Parkman en compañía de Nathan van volando a Filadelfia solo para encontrarse con su padre. En un principio él no se muestra nada amable, pero más tarde este se comporta "arrepentido" por lo que hizo y comienza a salir por la puerta encerrando a Nathan y a Matt en un mundo de pesadillas, allí cada uno experimenta una situación desagradable, hasta que Matt y Nathan confrontan sus pesadillas consiguiendo salir del trance e ir advertirle a Bob Bishop que él es el "siguiente".
Mohinder Suresh quien sigue infiltrado en La compañía, les envía a Molly después de caer en un trance de coma y Bob le dice a Mohinder que debe reclutar a otro dándole un arma diciéndole que estén preparados, en ese momento Niki aparece y comienza a estrangular a Bob hasta que Mohinder la noquea, más tarde ella es tratada de ser liberada por Mohinder pero ella le dice que está ahí por voluntad propia.
Ando Masahashi en Japón sigue descifrando las aventuras de Hiro en el pasado esta vez enterándose de que ellos cada vez más están cerca de la victoria, sin embargo, los demás rollos están demasiados dañados, y el especialista le dice que necesita más tiempo para descifrarlos a Ando.

## Trivia
- Este es el primer episodio en toda las serie que no mantiene en su trama a Claire Bennet.
- No está claro "quien" de las personalidades de Niki casi mata a Bob.
- Es la primera aparición de Elle Bishop.[1][2]